# Дягилев, Павел Дмитриевич
Павел Дмитриевич Дягилев (13 сентября 1808 — 21 января 1883) — пермский фабрикант, землевладелец и общественный деятель. Дед Сергея Дягилева и Дмитрия Философова.

## Биография
Павел был вторым из четырёх детей пермского губернского казначея Дмитрия Васильевича Дягилева и Марии Ивановны Жмаевой. Родился в Перми, крещен 21 сентября 1808 года в Петропавловском соборе. В 6 лет потерял мать. После смерти отца воспитывался в семье сестры матери, Авдотьи Ивановны Суховой. В 1828 году между наследниками было разделено отцовское наследство. Павел Дмитриевич получил Бикбардинский винокуренный завод с прилежащими к нему имениями, а его сестры Татьяна и Елизавета — каменный дом со всем находящимся в нем имуществом и крепостными.
С 14 лет состоял на службе при Пермском горном правлении. В 1824—1826 годах обучался в Петербурге в Главном инженерном корпусе. После учёбы служил.
Участник Русско-турецкой войны, был награждён. В 1832 году произведён в поручики, в 1834 году был награждён золотыми часами, в 1836 — бриллиантовым перстнем, в 1837 году произведен в штабс-капитаны, в том же году — в капитаны. В 1839 году за отличную службу был произведен в майоры. Выйдя в отставку, Павел Дмитриевич успешно продолжил карьеру в гражданском ведомстве в министерстве государственных имуществ. В 1842 году получил орден Святого Владимира 4-й степени. Служил в департаменте военных поселений и в министерстве финансов. В 1850 году вышел в отставку с чином коллежского советника.
После выхода в отставку Павел Дмитриевич вернулся в Пермь, где занялся управлением доставшегося ему в наследство Бикбардинского винокуренного завода. Расширив его, он начал поставлять спирт в казну и вскоре сделал большое состояние. Он выстроил в Перми особняк в стиле позднего классицизма, активно занимался благотворительностью. Входил в комитет по сбору средств на строительство Пермского каменного театра, а затем в строительный комитет театра от городского общества. В 1850-х годах Павел Дмитриевич испытал душевный кризис и обратился к религии. Он делал большие взносы в монастыри, храмы и богадельни, основал Камско-Берёзовский Богородицкий монастырь в Уфимской губернии, более 20 лет состоял в должности казначея Пермского дамского попечительства о бедных.
23 января 1883 года «Пермские губернские ведомости» сообщили о панихиде по Павлу Дмитриевичу. 2 марта там же был напечатан некролог. В метрической книге была произведена следующая запись: «№ 13. Коллежский Советник Дворянин Павел Дмитриев Дягилев; скончался – 21 (погребение – 23) января 1883 года, 74 лет, от пузырчатого воспаления кожи». Павел Дмитриевич Дягилев был похоронен на Архиерейском кладбище при городском соборе, уничтоженном в 1931 году.
Писатель Николай Лесков был соседом Павла Дмитриевича и запечатлел его под именем господина N в рассказе «Мелочи архиерейской жизни».

## Семья
Обвенчался 26 апреля 1836 года в Исаакиевском соборе с Анной Ивановной Сульменевой (1818—30.04.1888), дочерью адмирала Ивана Саввича Сульменева от его брака с Наталье Петровне Литке. По отзыву современников, Анна Ивановна была «женщина умная и добрая, но властная и строгая». Первые десять лет её супружеской жизни были  безоблачно счастливыми. Но с момента, как Дягилев отдался страстным религиозным переживаниям и ради них запустил и расстроил денежный дела семьи, между супругами начался разлад, длившийся всю вторую половину их жизни. Муж жил постоянно в Перми, а жена в Петербурге. Съезжались они только летом в своем имении, и то не всегда. Скончалась в своем доме на Фурштатской в Петербурге, похоронена в Перми рядом с мужем. У супругов было девять детей:
- Анна (1837—1912), общественный деятель, замужем за Владимиром Дмитриевичем Философовым.
- Иван (1838—1906), почётный мировой судья и председатель земской управы Осинского уезда, музыкант-любитель, ученик А. Рубинштейна, дирижёр Пермского оперного театра; женат на Марии Николаевне Рокотовой.
- Мария (1840 — ок.1915), замужем за Георгием Даниловичем Корибут-Кубитовичем, затем за Иваном Ивановичем Луньяком.
- Наталья (1842—1906), замужем за Александром Ивановичем Антиповым, затем за Николаем Николаевичем Корибут-Кубитовичем.
- Михаил (1844—1877), во время обучения в столице наделал карточных долгов и скрылся от кредиторов в Средней Азии, откуда вернулся умирать в Пермь «израненным и больным»; женат на Зинаиде Алексеевне Арсеньевой.
- Дмитрий (1846—1851).
- Павел (1848—1914), генерал-лейтенант, отец С. П. Дягилева.
- Николай (Кокушка; 1851—1897), женат на Надежде Эдуардовне Фохт.
- Юлия (1855 — после 1929), замужем за Петром Дмитриевичем Паренсовым.